# Příbram V-Zdaboř
Příbram V-Zdaboř je evidenční část města Příbrami v okrese Příbram, kterou tvoří katastrální území Zdaboř rozšířené o přilehlou část katastrálního území Příbram (zejména Drkolnov) s přesahem i do katastrálního území Březové Hory. Je zde evidováno 491 adres. Trvale zde žije 4446 obyvatel.
Nachází se na jihozápadním okraji města, asi 2 kilometry od centra. Hlavní dopravní osou je silnice III/1911 (Zdabořská ulice).
- Samotné katastrální území Zdaboř patří k části Příbram V-Zdaboř celé a je rozděleno na 4 základní sídelní jednotky: Zdaboř-Červená, Na Planinách a Průhon, západní neosídlený svah směrem k Mlýnskému potoku je vymezen jako základní sídelní jednotka Ševčiny.
- Z katastrálního území Příbram patří k části Příbram V-Zdaboř základní sídelní jednotky Drkolnov (včetně zalesněných vrcholů a důlního areálu), Pod Drkolnovem (obchodní centrum Nová Zdaboř) a Za Brodskou (příbramská komerční zóna a přesah domkářské zástavby na východní straně ul. Zdabořské).
- Z katastrálního území Březové Hory patří k části Příbram V-Zdaboř základní sídelní jednotka Březové Hory-západ I, což představuje zejména areál II příbramské oblastní nemocnice, areál okresního a krajského ředitelství Policie ČR a část sídliště u Šachetní, Drkolnovské a Družstevní ulice.

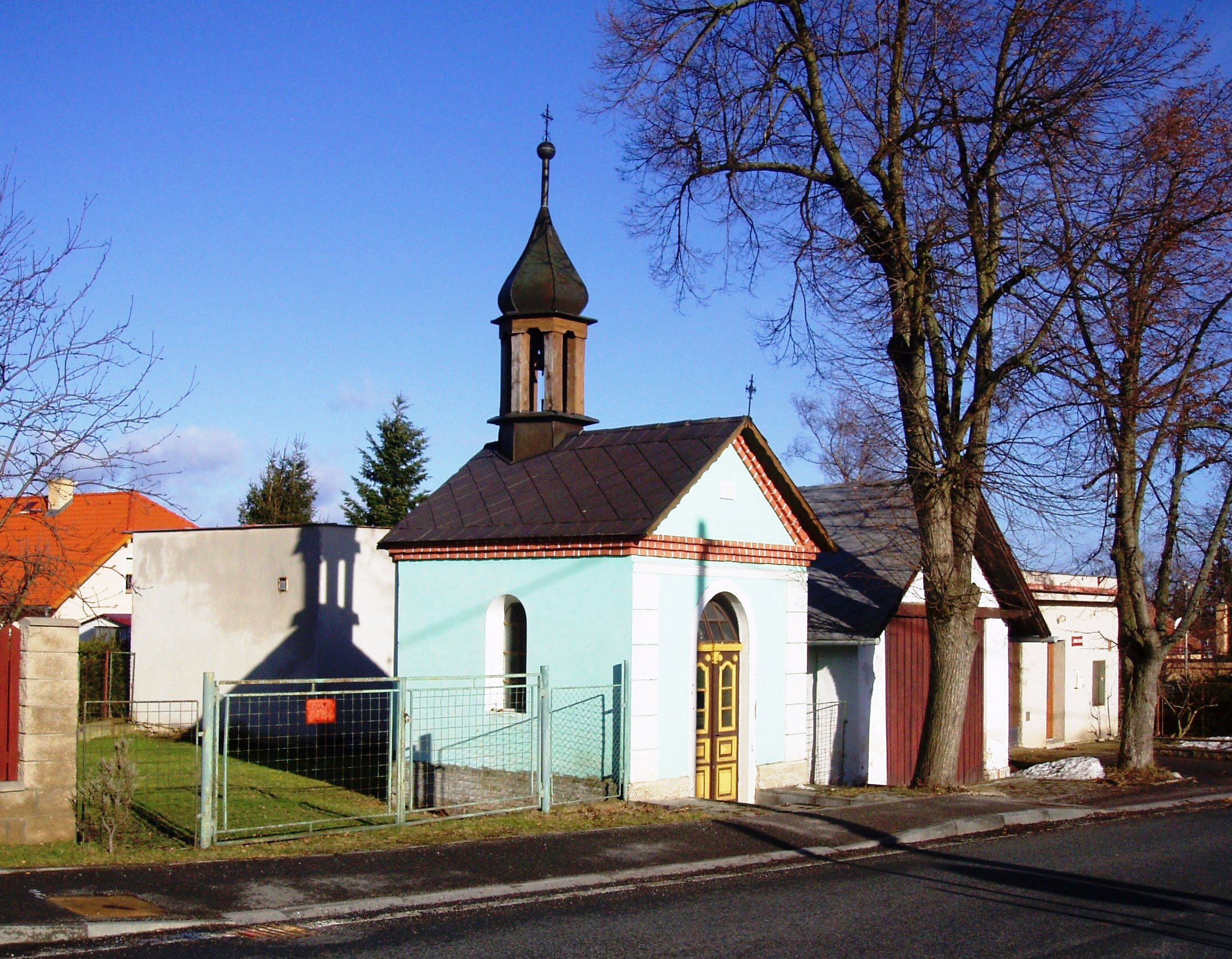
Kaple na Zdaboři

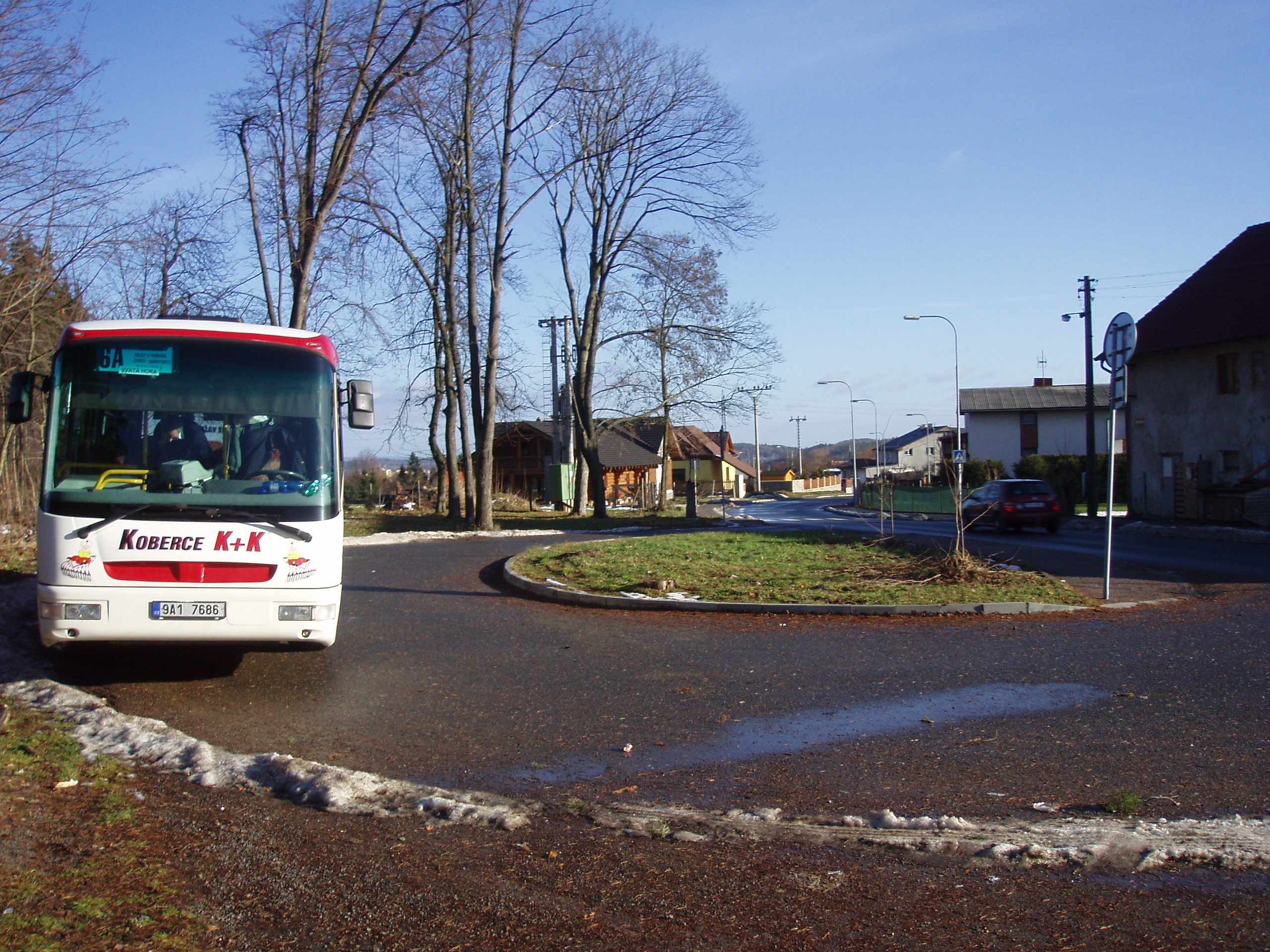
Zdaboř,konečná MHD č.6